# Mina de diamantes Diavik
La mina de diamantes Diavik (del inglés: Diavik Diamond Mine) es una mina a cielo abierto de diamantes de Canadá, localizada en la región Slave del Norte de los Territorios del Noroeste, a unos 300 km al norte de la capital Yellowknife. La mina se compone de tres agujeros o pozos de kimberlita asociados con el campo de kimberlita Lago de Gras y está situada en una isla de 20 km² del lago de Gras, de 569 km², informalmente llamada East Island. Está a unos 220 km al sur del círculo polar ártico.
La explotación minera se ha convertido en una parte importante de la economía regional, con unos 5000 empleados, de ellos 2500 autóctonos, recaudando 9000 millones de dólares canadienses en ventas, y produciendo entre 6 y 7 millones de quilates (1200 kg - 1400 kg) de diamantes al año. El área fue reconocida en 1992 y la construcción comenzó en 2001, produciendo a partir de enero de 2003. Está conectada por una carretera de hielo y por el aeropuerto Diavik, que cuenta con una pista de grava de 1596 m que acoge regularmente a aviones a reacción Boeing 737.
La mina es propiedad de una empresa conjunta entre Harry Winston Diamond Corporation (40 %) y Diavik Diamond Mines Inc. (60 %), una subsidiaria de Rio Tinto Group. La vida útil de la mina se espera que sea de entre 16 a 22 años.
En 2006, la carretera de hielo desde Yellowknife a la mina Diavik y las minas cercanas, se congeló tarde y descongeló temprano. Antes de que la carretera fuese cerrada, la mina Diavik no logró hacer llegar por camión todos los suministros necesarios para el resto de 2006 debiendo de abastecerse por aire con un gran coste económico.
En 2009, la carretera de hielo se abrió desde el 1 de febrero al 25 de marzo y durante ese período los camiones transportaron 173.195 toneladas de carga (combustible, cemento, explosivos, equipo, etc.) en 5377 envíos.
El 5 de julio de 2007, un consorcio de siete empresas mineras, incluida Rio Tinto, anunció que estaba patrocinando estudios de impacto ambiental para la construcción de un puerto de aguas profundas en el Bathurst Inlet, en las aguas árticas del golfo de la Coronación. Sus planes incluyen la construcción de una carretera de 211 km que conecte el puerto con sus minas. El puerto serviría a buques de hasta 25.000 toneladas.
En marzo de 2010, la minería subterránea comenzó en la mina. La transición de la mina a cielo abierto a minería subterránea se espera que esté terminada en el año 2012.
En 2018 se encuentra en la mina Diavik uno de los diamantes más grande del mundo hallados hasta la fecha, de 552 quilates.

## Trivia
La mina Diavik aparece en una serie de televisión estadounidense emitida en el canal The History Channel, Ice Road Truckers (en español, Camioneros del hielo).